# Acalolepta subaurata
Acalolepta subaurata là một loài bọ cánh cứng trong họ Cerambycidae.